# Daniel Wallard
 (mai 2013).
Si vous disposez d'ouvrages ou d'articles de référence ou si vous connaissez des sites web de qualité traitant du thème abordé ici, merci de compléter l'article en donnant les références utiles à sa vérifiabilité et en les liant à la section « Notes et références ».
Daniel-Élie-Julien Wallard, né le 15 juillet 1913 à Aibes et mort le 18 janvier 1983 à Touques, est un pharmacien, critique d’art, collectionneur et photographe.

## Biographie
Daniel Wallard voit le jour à Aibes, petit village « aux confins de l’Ardenne » et « à la limite de la plaine de Flandres » comme il l’écrira à André Gide. Fils de hussards noirs de la République : Alix Crignon (1887-1976) et Élie Wallard (1887-1962), il connaît selon sa formule, une « enfance heureuse », dans le petit village de Cousolre et les pâtures séparant Avesnes-sur-Helpe de Maubeuge. Son père achève sa carrière, directeur de l’École Rollin à Lille.
En 1934, en raison de l’opposition de sa mère estimant qu’il vise trop haut, Daniel Wallard renonce à une carrière de diplomate et devient étudiant en pharmacie. Il s’inscrit au Parti Communiste Français et il est membre de l’association : Les Amis de la Commune visant alors à créer des « Cercles », c’est-à-dire des préfigurations des Maisons de la Culture sous peu mises en place par le Front populaire. « Commune » est également le nom de la revue de l’Association des Écrivains et Artistes Révolutionnaires (AEAR), fondée fin 1932, notamment par Louis Aragon, Paul Vaillant-Couturier et Henri Barbusse. À la fin de l’année, avec son amie, Jacqueline Mounier, Daniel Wallard fait la connaissance d’André Gide à Paris. Il sollicite l’écrivain de devenir le parrain de la Maison de la Culture en gestation à Lille.
Daniel Wallard développe une correspondance avec André Gide de 1935 à 1942. Son engagement à l’Association des Écrivains et Artistes Révolutionnaires est intense comme en témoigne la domiciliation chez lui du siège social des Amis de la Commune et de la « Maison de la Culture ». Devenu Secrétaire général de cette Maison de la Culture, en 1936, Daniel Wallard y accueille Louis Aragon qui deviendra l’ami d’une vie. Peu après, il revient inquiet d’un voyage en Allemagne durant lequel il a observé la montée du nazisme. Envoyé du journal la Voix du Nord, Daniel Wallard devient un auxiliaire précieux du service de santé sur le front républicain espagnol à la fin de l’été 1936.
En février 1937, Daniel Wallard se rend au gymnase d’Argenteuil qui accueille le 1er Congrès des Maisons de la Culture, présidé par l’historien d’art, Jean Cassou, représentant de Jean Zay, ministre de l’Éducation nationale. Daniel Wallard y revoit Louis Aragon et il y fait la connaissance d’Elsa Triolet. En mars, il est diplômé pharmacien. Quelques mois plus tard, Fernand Léger vient à son tour donner des conférences à Lille et à Tourcoing mais en sort déçu. Son auditoire ne comprenait que des cadres et les ouvriers ne sont pas venus l’écouter. Le 14 septembre, Daniel Wallard se marie avec Jacqueline Mounier, à Lille. Son « témoin excusé » n’est autre qu’André Gide.
À partir d’octobre 1938, il effectue son service militaire de 18 mois comme officier dans le corps de santé. En 1939, André Gide signale à Daniel Wallard la Pharmacie du port à vendre à Trouville-sur-Mer. Gustave Flaubert en occupa l’appartement annexe, l’été 1853. Daniel Wallard l’acquiert mais mobilisé début août et affecté à l’Hôpital de Cambrai, c’est le préparateur Jean Dréano qui tient l’officine avec Jacqueline Mounier avant d’être lui-même appelé au front. À l’Hôpital de Cambrai, Daniel Wallard subit des vexations de la part des officiers supérieurs en raison de ses opinions politiques. Sa participation à la Guerre d’Espagne n’est pas bien vue. Cambrai tombé aux mains des Allemands, le 18 mai 1940, il est fait prisonnier jusqu’à la fin de l’année. Sa fille, Isabelle, nait le 7 juillet 1940 à Limoges alors en zone libre.
Courant 1941, Daniel Wallard fait la connaissance de l’éditeur Jean Paulhan qui l’introduit au Comité national des Écrivains (CNE), mouvement de résistance littéraire animé par Jean Paulhan, Vercors, Georges Duhamel, Paul Éluard, Jean Guéhenno, Jean Blanzat, Paul Valéry ou Louis Aragon. Après les réunions du Comité national des Écrivains, Daniel Wallard rejoint Elsa Triolet et Louis Aragon, rue de la Sourdière et peu à peu il devint leur familier. Durant l’occupation, Daniel Wallard cache un temps, à Trouville-sur-Mer, l’écrivain Jean Cassou et le peintre Benn. 
Courant 1943, Jean Paulhan lui fait connaître Paul et Nusch Éluard, le critique d’art Félix Fénéon, Marie Laurencin, Marcelle et Georges Braque, Jean Fautrier et vraisemblablement Georges Rouault et André Masson. Il fournit à tous des vivres normands et de l’essence de térébenthine aux peintres. Une réunion informelle du Comité national des Écrivains a lieu à Touques (Calvados) dans le chemin creux jouxtant la maison du Haut-Bois qu’il achètera fin 1944. À Noël, il commence à échanger des vivres contre des œuvres d’art : deux tableaux d’André Masson et une aquarelle de Marie Laurencin.
En décembre 1943, grâce à Jean Paulhan toujours et sans pouvoir rencontrer Pierre Seghers, reclus en zone libre, Daniel Wallard commence à tenir la rubrique Les Arts dans la revue Poésie43 de celui-ci. Par la suite, il écrira dans Poésie sur des peintres classiques ou en passe de le devenir : Jérôme Bosch, Léonard de Vinci ou Vincent Van Gogh et Georges Braque, Henri Matisse, Pablo Picasso, Fernand Léger, André Lhote ou Édouard Pignon. Parallèlement, Jean Paulhan présente Daniel Wallard à Jean et Lili Dubuffet. La même année il embauche une jeune laborantine de 14 ans colette Lamorinière avec laquelle il aura une liaison. En mars et avril 1944, Daniel Wallard est requis pour faire des travaux de terrassement au profit de l’Occupant à Trouville. Du coup, il ne peut être à Chars (Val d’Oise) pour la naissance de son fils, Laurent, le 5 avril.
Inspiré, il rapproche des œuvres d’Eugène Boudin et de Fernand Léger dans la revue Poésie 46  et revoit, début novembre 1946, Fernand Léger et Jeanne Léger dans la ferme atelier du peintre sise à Lisores (Calvados). Le couple lui présente leur protégé, l’homme de lettres André de Richaud que Daniel Wallard logera à son tour, jusqu’à cinq mois consécutifs, au Haut-Bois.
Daniel Wallard voyage en Amérique au printemps 1948. Il est reçu à Roxbury (Connecticut) par Alexandre et Louise Calder qui lui font rencontrer les peintres Yves Tanguy, Arshile Gorky et Jackson Pollock. En 1951 il divorce et défile dans les rues de Trouville [réf. souhaitée] en soutien aux époux Ethel et Julius Rosenberg mais prend définitivement ses distances avec le PCF en 1953 lors du « complot » des Blouses Blanches qui voit Joseph Staline s’attaquer, cette fois, aux médecins. La même année, il se rend à Marly-le-Roi rencontrer et photographier le cinéaste hollandais Joris Ivens, ardent militant contre la montée des périls. 
En août 1954, il photographie Fernand et Nadia Léger et Raymone et Blaise Cendrars au café jouxtant sa pharmacie : Chez Mme Gras (aujourd’hui Chez Dupont) puis à la ferme de Lisores. L’été d’après, il invite, Louis Aragon, Elsa Triolet et Lili Brik à Touques et les photographie à Trouville et à Barneville-la-Bertran (Calvados).
En janvier 1960, Daniel Wallard monte l’exposition Fernand Léger - 14 œuvres de 1927 à 1954 à la Galerie-Librairie La Porte Latine à Caen avec des œuvres de sa collection personnelle. Le 16 novembre 1963, Marie-Hélène Maroteaux donne un second fils à Daniel Wallard : Vincent Wallard. En 1967, toujours grâce à Jean Paulhan, Daniel Wallard fait la connaissance de Marcel Jouhandeau qu’il photographiera abondamment. L’écrivain rendra hommage à ces portraits insolites en quelques mots trempés dans l’acier : « Il y a vol, viol, violence dans votre violon d’Ingres ». Daniel Wallard se remarie avec la potière Marie-Hélène Maroteaux, le 15 octobre 1966 à Cogolin (Var).
En 1970, la Galerie Pierre Domec (Paris) expose des photographies de Daniel Wallard figurant Jean Paulhan. À ce vernissage, Daniel Wallard photographie la galeriste Dina Vierny et l’auteure Dominique Aury. Les Salons de l’Hôtel de Ville de Trouville accueillent une rétrospective de l’œuvre photographique de Daniel Wallard en juin 1974. Le 4 septembre 1977, Daniel Wallard se marie, une troisième fois, en la mairie d’Englesqueville-en-Auge, avec Dominique Podda qu’il a rencontrée à l’École du Louvre en 1968.
Dans la foulée, le couple accompagne Louis Aragon à Moscou, venu plaider la levée d’écrou du cinéaste géorgien Sergueï Paradjanov auprès de Léonid Brejnev. L’auteur du film Sayat Nova est emprisonné depuis quatre ans à Dniepropetrovsk en Ukraine dans une sorte de goulag car le régime lui reproche notamment sa bisexualité. Louis Aragon menace de rendre avec fracas la médaille du Prix Lénine pour la Paix qu’il avait été si fier de recevoir en 1957 et finalement, Sergueï Paradjanov est libéré le 30 décembre 1977. Le 6 septembre 1978, Dominique et Daniel Wallard célèbrent la naissance de leur fille Emma.
Du 16 mai au 4 juin 1979, Louis Aragon dépressif et accompagné de son ami, le poète iranien Hamid Fouladvind, vient reprendre des forces au Club 13, tout juste ouvert par Claude Lelouch et sa sœur Christiane à Tourgéville (Calvados). Louis Aragon passe une bonne partie de ses journées Parc du Haut-Bois et Daniel Wallard en profite pour l’interviewer. Il enregistre et photographie son « modèle » et en tire l’album : Un portrait d’Aragon. Le poète y dit de son ami qu’il est pharmacien « comme moi, j’étais fait pour être médecin ». Elsa Triolet y dit à Daniel Wallard : « Avec toi c’est plutôt une interview qu’une conversation, tu poses quelques questions amicales, intéressantes, Louis commence à parler et on ne sait plus rien de toi… ». Néanmoins, Daniel Wallard y estime que le compagnonnage de Louis Aragon lui a permis de discerner en lui « quelque chose que, sans lui peut-être, je n’aurais jamais clairement discerné ».
Le 18 janvier 1983, Daniel Wallard décède subitement alors qu’il attendait, une équipe de FR3 pour évoquer la récente disparition de Louis Aragon. En 1994, sa veuve, Dominique Wallard se fait avec Hubert Nyssen l’éditrice scientifique du Moi-Même, le recueil des photographies de Marcel Jouhandeau commentées par l’écrivain et auquel travaillait Daniel Wallard avant sa mort.